# Kasper Thomsen
Kasper Nørgaard Thomsen (født 1972) er en dansk forfatter. Han er uddannet fra Forfatterskolen 2001.

## Udgivelser
- Baljen – manual for en katastrofe, Arena, 2001 (Lindhardt og Ringhof). Roman
- Malonecity 1 & 2, (Anblik, 2006). Roman.
- Idioteque (Anblik, 2008). Roman.
- Termostatens Nat (After Hand, 2011). Roman
- La Guerre Civile (OVO press, 2015). Roman
- Pod peste Elba (Antipyrine, 2021). Roman
- Blæksprutten (Forlaget Odessa, 2022). Roman

Kasper Nørgaard Thomsen er portrætteret i dokumentarfilmen "Kærlighed og Kommaer" af Ulrik Gutkin. Filmen er blevet vist på DR K i 2018 og kan stadig ses på bibliotekernes videostreamingtjeneste Filmstriben.